# Paralomis phrixa
Paralomis phrixa is een tienpotigensoort uit de familie van de Lithodidae. De wetenschappelijke naam van de soort is voor het eerst geldig gepubliceerd in 1992 door Macpherson.